# Animalia (pel·lícula)
Animalia (francès: Parmi nous, lit. ‘Entre nosaltres') és una pel·lícula franco-marroquina de ciència-ficció del 2023 dirigida per Sofia Alaoui en el seu debut com a directora, a partir d'un guió que va escriure. S'ha doblat al català.
La pel·lícula tingué l'estrena mundial al Festival de Cinema de Sundance de 2023, el 20 de gener de 2023.

## Producció
La fotografia principal va concloure el novembre de 2021 després de trenta-cinc dies de rodatge. Animalia va ser produïda per Wrong Films i SRAB Films, i coproduïda per ARTE France Cinéma i les companyies marroquines Jiango Films i Dounia Productions. Totem Films s'encarrega de les vendes internacionals.

## Estrena
Animalia va ser estrenada al Festival de Cinema de Sundance 2023, el 20 de gener de 2023. Va ser estrenada als cinemes a França per Ad Vitam Distribution el 9 d'agost de 2023.

## Recepció
Al lloc web de l'agregador de ressenyes Rotten Tomatoes, el 100% de les 17 crítiques són positives, amb una valoració mitjana de 8,00/10.
Al Festival Internacional de Cinema de Calgary de 2023, la pel·lícula va guanyar el premi a la millor pel·lícula internacional.